# Liberty (Missouri)
Liberty és una població dels Estats Units a l'estat de Missouri. Segons el cens del 2007 tenia 29.993 habitants.

## Demografia
Segons el cens del 2000, Liberty tenia 26.232 habitants, 9.511 habitatges, i 6.943 famílies. La densitat de població era de 375,8 habitants per km².
Dels 9.511 habitatges en un 38,9% hi vivien nens de menys de 18 anys, en un 59,2% hi vivien parelles casades, en un 10,9% dones solteres, i en un 27% no eren unitats familiars. En el 22,4% dels habitatges hi vivien persones soles el 7,9% de les quals corresponia a persones de 65 anys o més que vivien soles. El nombre mitjà de persones vivint en cada habitatge era de 2,62 i el nombre mitjà de persones que vivien en cada família era de 3,08.
Per edats la població es repartia de la següent manera: un 27,6% tenia menys de 18 anys, un 10,4% entre 18 i 24, un 30,2% entre 25 i 44, un 21,5% de 45 a 60 i un 10,4% 65 anys o més.
L'edat mediana era de 34 anys. Per cada 100 dones de 18 o més anys hi havia 89,6 homes.
La renda mediana per habitatge era de 52.745 $ i la renda mediana per família de 61.273 $. Els homes tenien una renda mediana de 41.713 $ mentre que les dones 28.516 $. La renda per capita de la població era de 23.415 $. Entorn del 3,8% de les famílies i el 5% de la població estaven per davall del llindar de pobresa.

## Poblacions més properes
El següent diagrama mostra les poblacions més properes.